# Trying
Trying è una serie televisiva britannica creata da Andy Wolton. La prima stagione è stata presentata in anteprima il 1º maggio 2020 su Apple TV+.

## Trama
La serie segue Nikki e Jason, una coppia, che vogliono diventare genitori ma fatica a concepire un bambino. Per avere il bambino che vogliono, decidono di adottare, solo per affrontare un intero elenco di nuove sfide che derivano dal processo di adozione.

## Cast
- Rafe Spall nei panni di Jason, doppiato in italiano da Gianluca Cortesi
- Esther Smith nei panni di Nikki, doppiata in italiano da Perla Liberatori
- Imelda Staunton nei panni di Penny
- Ophelia Lovibond nei panni di Erica
- Oliver Chris nei panni di Freddy

## Episodi
| Stagione         | Episodi | Pubblicazione originale | Pubblicazione Italia |
| ---------------- | ------- | ----------------------- | -------------------- |
| Prima stagione   | 8       | 2020                    | 2020                 |
| Seconda stagione | 8       | 2021                    | 2021                 |
| Terza stagione   | 8       | 2022                    | 2022                 |
| Quarta stagione  | 8       | 2024                    | 2024                 |

## Produzione
Una seconda stagione è già stata commissionata da Apple. La serie è stata rinnovata per una terza stagione, seguita da una quarta, e successivamente da una quinta stagione.